# زیردریایی کی-۳۲۴
زیردریایی کی-۳۲۴ (به انگلیسی: Soviet submarine K-324) یک زیردریایی است. این زیردریایی  در سال ۱۹۸۰ ساخته شد.